# Konténerizáció

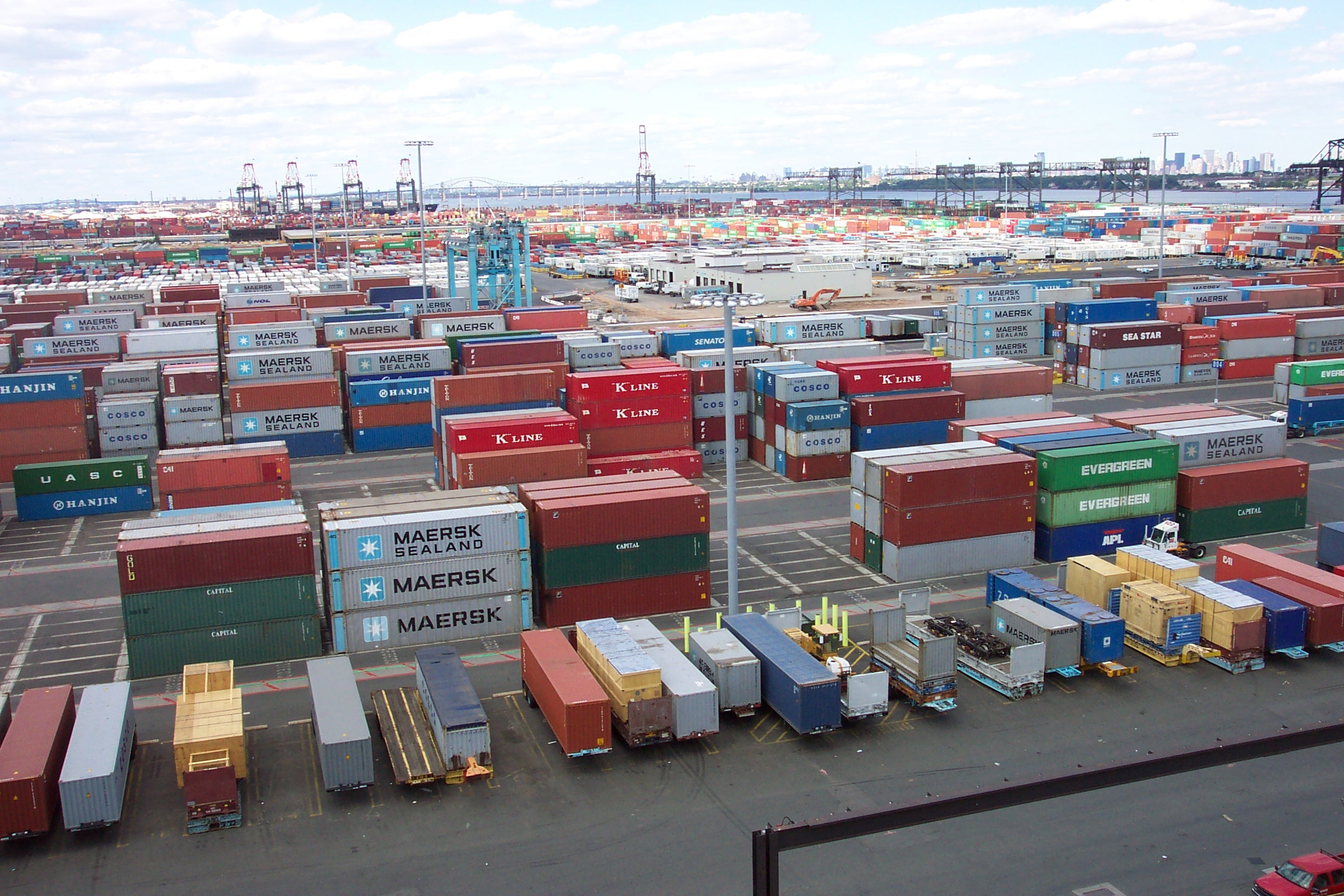
Hajózási konténerek a Port Newark-Elizabeth tengeri terminálon, New Jersey, USA

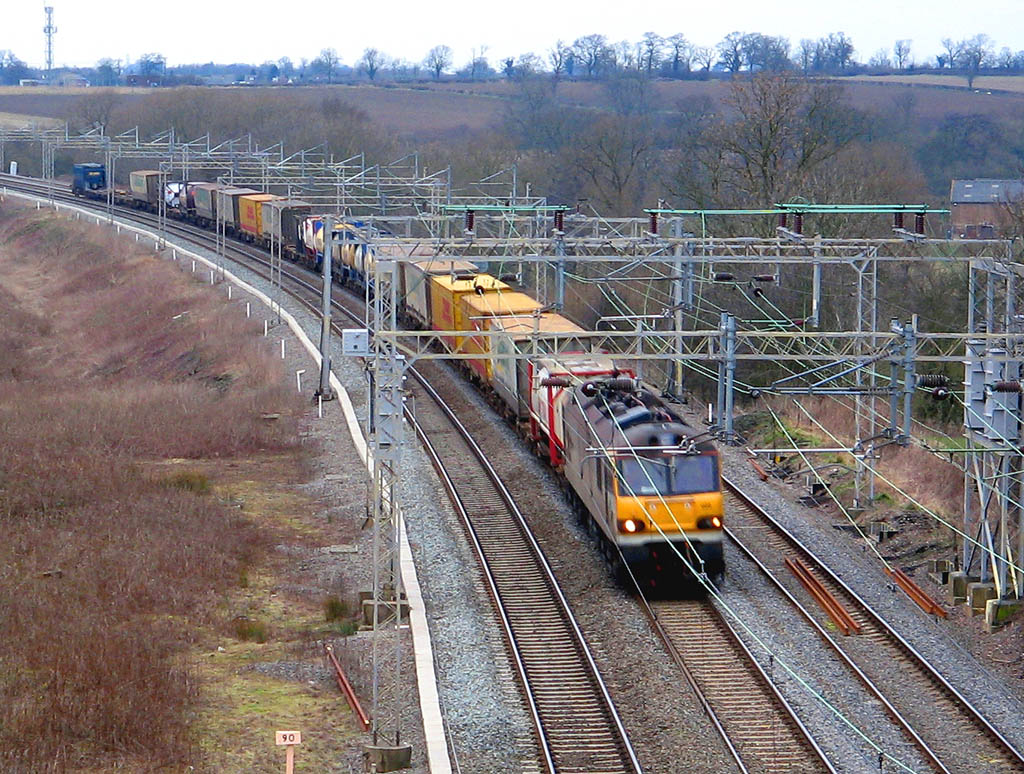
Egy konténerszállító tehervonat a West Coast Main Line vasúti fővonalon Nuneaton közelében, Angliában

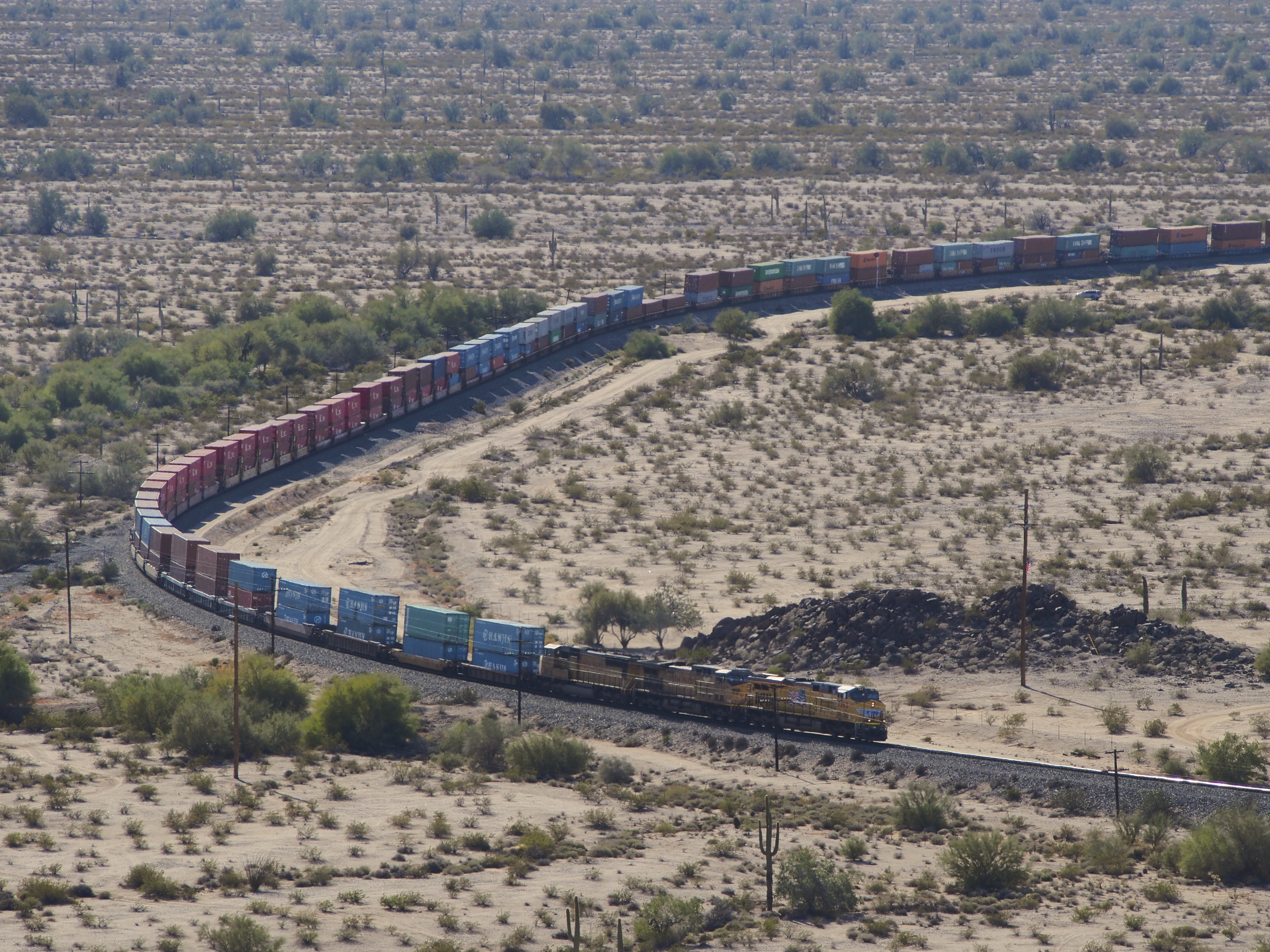
Kétszintes konténerszállító Union Pacific vonat keresztezi a sivatagot Shawmutban, Arizona államban

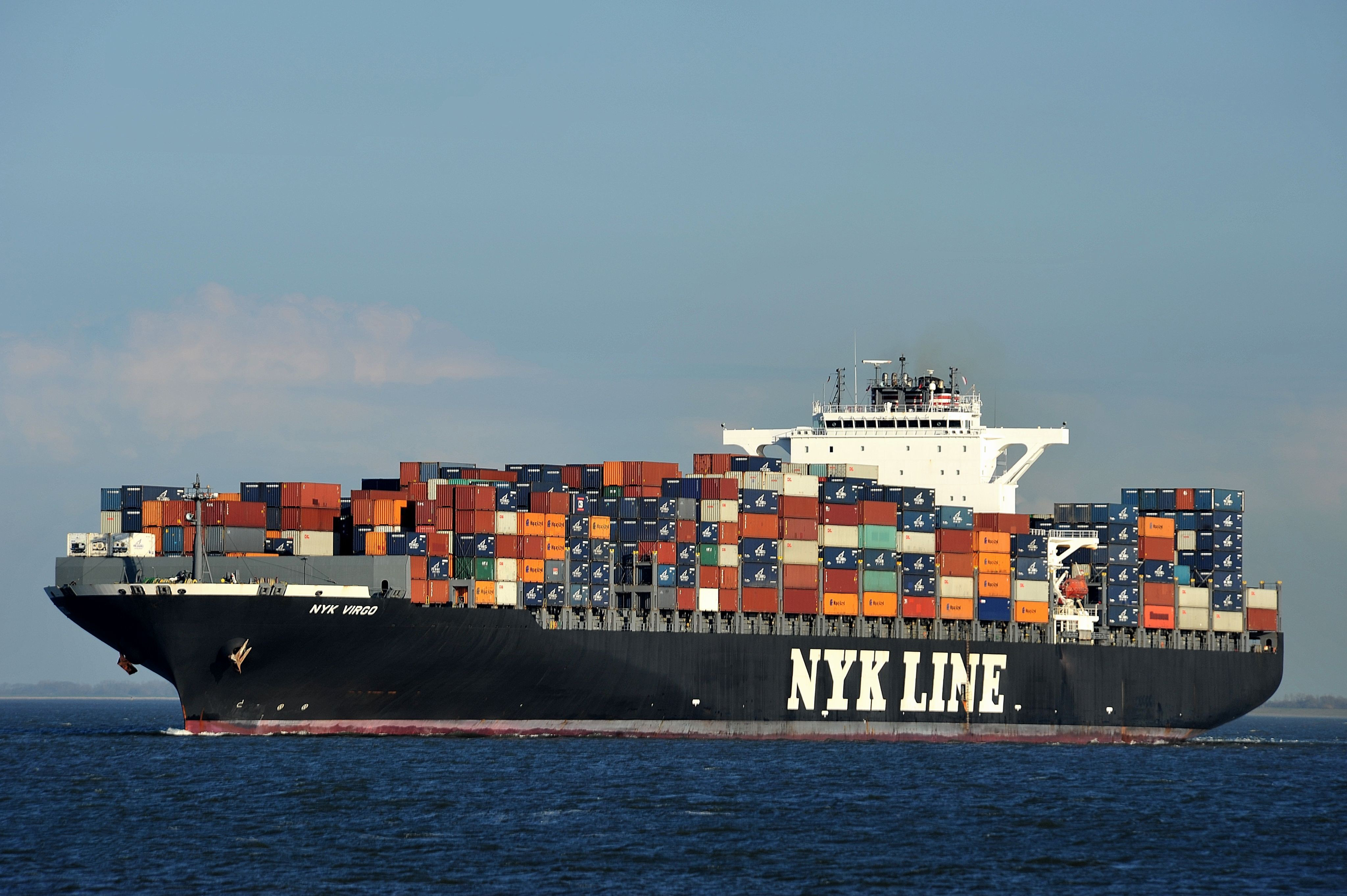
Egy óceánjáró konténerszállító hajó közelről Cuxhaven, Németország

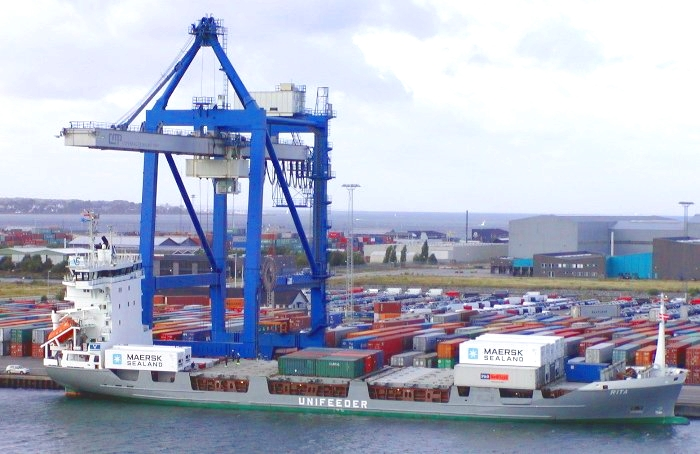
Egy konténerszállító hajó rakodás közben a koppenhágai kikötőben, Dániában

A konténerizáció az intermodális áruszállítás rendszere, amely intermodális konténereket (más néven hajózási konténereket vagy ISO-konténereket) használ. A konténerizáció, más néven konténertöltés vagy konténerrakodás, a rakományok exportban történő egyesítésének folyamata. A konténeres rakományok exportrakományok egységesítésének uralkodó formája, szemben más rendszerekkel, mint például az uszályos rendszer vagy a raklapozás. A konténerek szabványosított méretekkel rendelkeznek. Fel- és lerakodhatók, egymásra rakhatók, hatékonyan szállíthatók nagy távolságokra, és egyik szállítási módról a másikra - konténerszállító hajókról, vasúti pőrekocsikról és félpótkocsis teherautókról - átrakhatók anélkül, hogy felnyitnák őket. A kezelőrendszer teljesen gépesített, így a teljes kezelés darukkal és speciális targoncákkal történik. Minden konténert számozással látnak el és számítógépes rendszerrel követnek nyomon.
A konténerizáció több évszázaddal ezelőtt keletkezett, de nem volt jól kidolgozott vagy széles körben alkalmazott egészen a második világháború utánig, amikor drámaian csökkentette a szállítási költségeket, támogatta a háború utáni nemzetközi kereskedelem fellendülését, és a globalizáció egyik fő elemévé vált. A konténeres szállítás megszüntette a legtöbb szállítmány kézi szortírozását és a dokkparti raktárak szükségességét, miközben sok ezer dokkmunkást váltott ki, akik korábban egyszerűen csak ömlesztett rakományt kezeltek. A konténerizáció csökkentette a kikötők zsúfoltságát, jelentősen lerövidítette a szállítási időt, és csökkentette a sérülésből és lopásból eredő veszteségeket.
A konténerek sokféle anyagból készülhetnek, például acélból, szálerősített polimerből, alumíniumból vagy ezek kombinációjából. Az időjárásálló acélból készült konténereket a karbantartási igények minimalizálása érdekében használják.

## Eredet

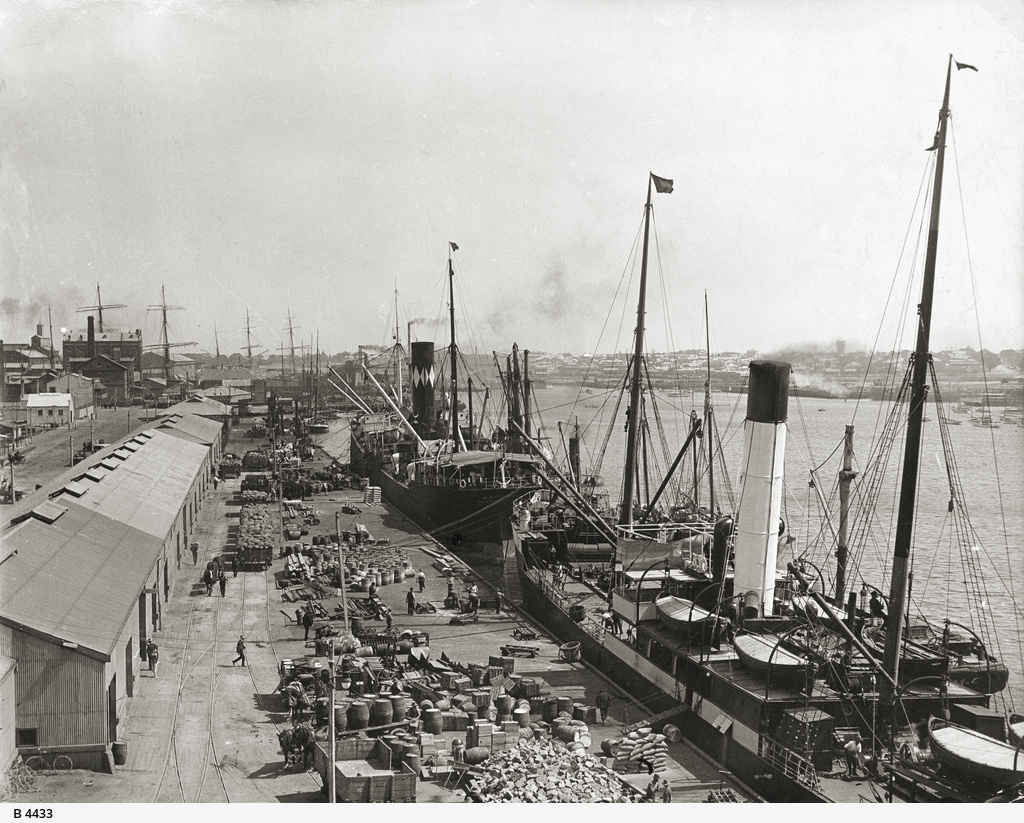
Különböző ömlesztett rakományok kézi rakodása hajókra

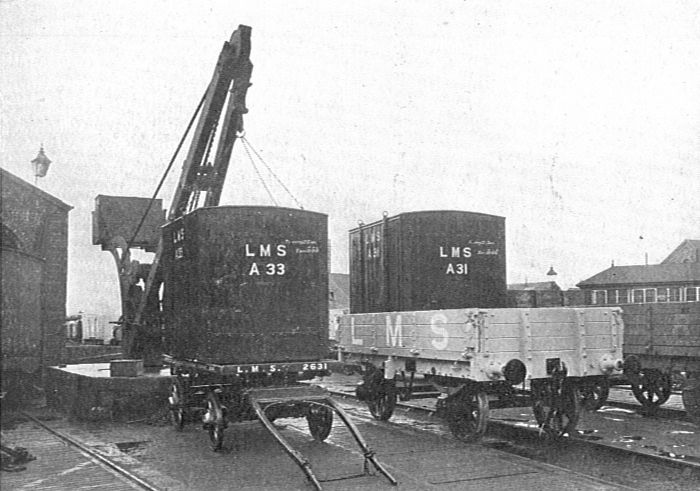
Teherkonténerek átrakása a London, Midland and Scottish Railwayen 1928-ban

A konténerizáció előtt az árukat általában kézzel kezelték ömlesztett rakományként. Az árukat általában a gyárból egy járműre rakodták, és egy kikötői raktárba vitték, ahol kirakták és tárolták őket a következő hajóra várva. Amikor a hajó megérkezett, a többi rakománnyal együtt a hajó oldalához szállították, hogy a dokkmunkások leengedjék vagy a raktérbe vigyék és becsomagolják. Előfordulhat, hogy a hajó több más kikötőbe is befut, mielőtt egy adott rakományt kirakodna. Minden egyes kikötői látogatás késleltette a többi rakomány leszállítását. A leszállított rakományt ezután esetleg egy másik raktárba rakodták ki, mielőtt felvették és a rendeltetési helyre szállították volna. A többszöri kezelés és a késések költségessé, időigényessé és megbízhatatlanná tették a szállítást.
A konténerizáció a 18. század végén kezdődőtt, a kezdete az angliai szénbányászati régiókban gyökerezik. James Brindley 1766-ban megtervezte a "Starvationer" nevű hajót tíz fa konténerrel, hogy a Bridgewater-csatornán keresztül szállítsa a szenet Worsley Delphből (kőbánya) Manchesterbe. 1795-ben Benjamin Outram megnyitotta a Little Eaton Gangwayt, amelyen a szenet a Butterley vasművében épített vagonokban szállították. A gangwayen a lóvontatású kerekes kocsik konténerek formáját öltötték, amelyeket szénnel megrakodva át lehetett rakodni a Derby-csatorna uszályairól, amelyet Outram szintén támogatott.Bridgewater-csatorná
Az 1830-as évekre a vasút már konténereket szállított, amelyeket át lehetett rakodni más közlekedési módokra. Az Egyesült Királyságban a Liverpool and Manchester Railway volt az egyik ilyen, amely "egyszerű, téglalap alakú fadobozokat" használt a lancashire-i bányákból Liverpoolba szállított szén szállítására, ahol egy daru átrakta azokat a lóvontatású kocsikra. Az eredetileg a szén uszályokra való fel- és leszállítására használt "laza dobozokat" az 1780-as évek végétől használták a szén konténerizálására, például a Bridgewater-csatornán. Az 1840-es évekre a fából készült ládák mellett már vasdobozokat is használtak. Az 1900-as évek elején a közúti és vasúti szállításra tervezett zárt konténeres ládák kerültek bevezetésre.

## Hatások

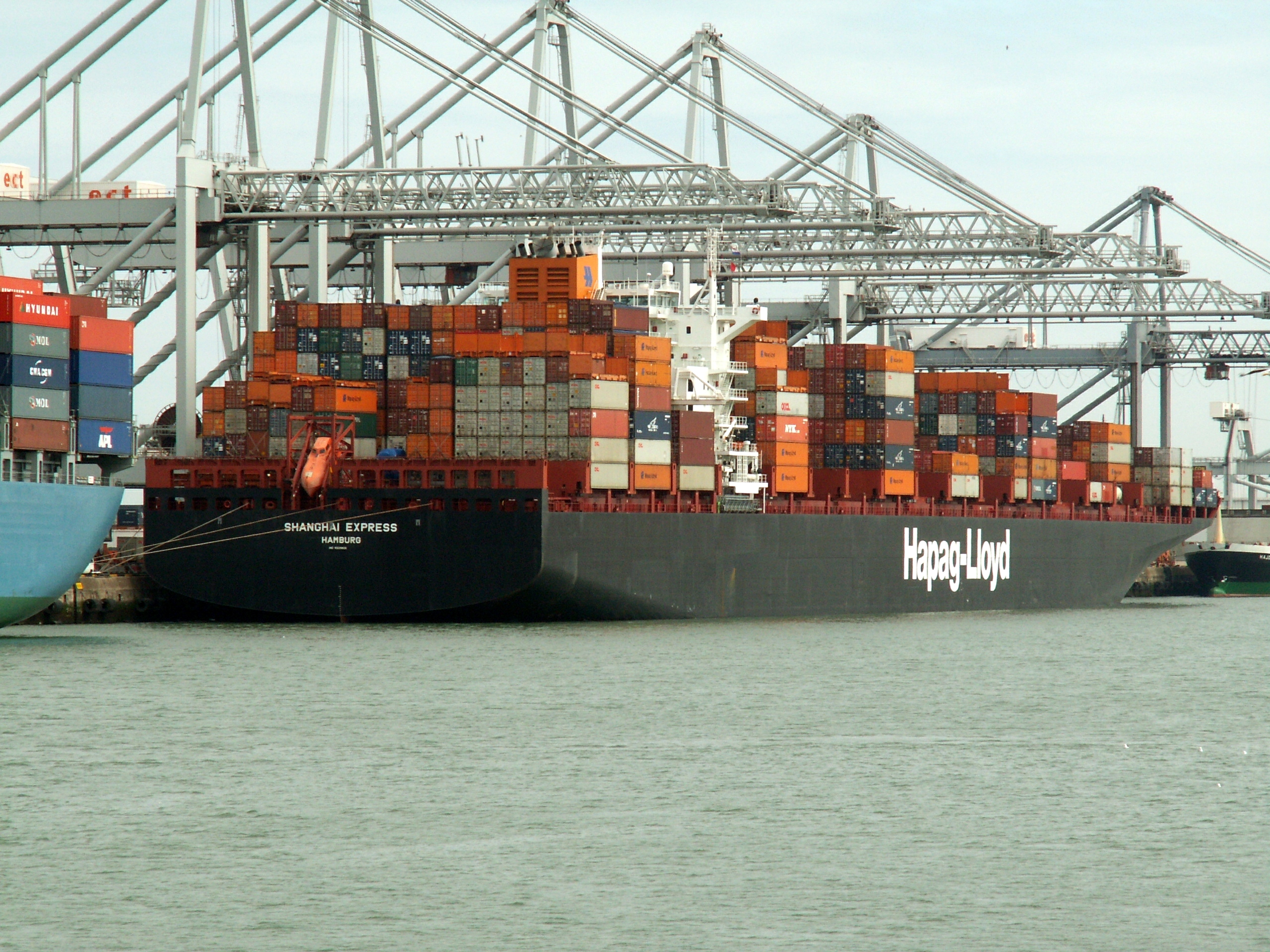
Shanghai Express, Rotterdami kikötő

A konténerizáció nagymértékben csökkentette a nemzetközi kereskedelem költségeit és növelte annak sebességét, különösen a fogyasztási cikkek és árucikkek esetében. Drámaian megváltoztatta a kikötővárosok jellegét is világszerte. A nagymértékben gépesített konténerszállítás előtt 20-22 fős legénységek pakolták be az egyes rakományokat a hajó rakterébe. A konténerizáció után a kikötői létesítményekben nem volt szükség nagy létszámú rakodómunkás-csapatokra, és a szakma drasztikusan megváltozott.
Eközben a konténerizáció támogatásához szükséges kikötői létesítmények is megváltoztak. Ennek egyik hatása egyes kikötők hanyatlása és mások felemelkedése volt. A San Franciscó-i kikötőben a be- és kirakodásra használt korábbi mólókra már nem volt szükség, de a különböző szállítási módok közötti tranzitban lévő konténerek tárolásához és válogatásához szükséges hatalmas tárolóterületek megépítéséhez kevés hely állt rendelkezésre. Ennek eredményeként a San Franciscó-i kikötő lényegében megszűnt jelentős kereskedelmi kikötőként működni, de a szomszédos Oakland kikötője az USA nyugati partvidékének második legnagyobb kikötőjévé vált. Hasonló sorsra jutott a Manhattan és New Jersey kikötői közötti kapcsolat is. Az Egyesült Királyságban a londoni és a liverpooli kikötő jelentősége csökkent. Eközben a brit Felixstowe kikötője és a hollandiai Rotterdam kikötője jelentős kikötőként emelkedett ki.
Általánosságban a konténerizáció hatására a mélyvízi hajóforgalom fogadására alkalmatlan vízi utakon fekvő belvízi kikötők visszaszorultak a tengeri kikötők javára, amelyek aztán hatalmas konténerterminálokat építettek a mély óceánparti kikötők mellett a korábban ömlesztett rakományt kezelő dokkparti raktárak helyett. Az intermodális konténerekkel a rakományok be- és kicsomagolása, valamint a válogatás a rakományok rakodási helyétől távolabb is elvégezhető volt. Ez a munka az úgynevezett "száraz kikötőkbe" és a vidéki belvárosi városokban található gigantikus raktárakba került, ahol a föld és a munkaerő sokkal olcsóbb volt, mint az óceánparti városokban. A raktározási munkák elvégzésének ez az alapvető átalakulása világszerte értékes vízparti ingatlanokat szabadított fel a kikötővárosok központi üzleti negyedeinek közelében az újjáépítés számára, és vízparti revitalizációs projektek (például raktárnegyedek) sokaságához vezetett.
A konténerizáció hatásai gyorsan túlterjedtek a hajózási ágazaton. A konténereket gyorsan átvette a teherautó- és a vasúti áruszállítási iparág a tengeri szállítással nem járó áruszállításra. A feldolgozóipar is fejlődött, hogy alkalmazkodjon a konténerek előnyeinek kihasználásához. Azok a vállalatok, amelyek korábban kis szállítmányokat küldtek, elkezdték azokat konténerekbe csoportosítani. Sok rakományt ma már úgy terveznek, hogy pontosan illeszkedjen a konténerekbe. A konténerek megbízhatósága lehetővé tette a "just-in-time" gyártást, mivel az alkatrész-beszállítók meghatározott alkatrészeket szállíthattak rendszeres, rögzített menetrend szerint.
2004-ben a globális konténerforgalom 354 millió TEU volt, amelynek 82 százalékát a világ 100 legnagyobb konténerkikötője kezelte.

## Kérdések

### Veszélyek
A konténereket csempészáru vagy lopott autók csempészésére használták. A konténerek túlnyomó többségét nagy számuk miatt soha nem vizsgálják. Az utóbbi években egyre nagyobb aggodalomra ad okot, hogy a konténereket terroristák vagy terrorista anyagok észrevétlen bejuttatására használják. Az Amerikai Egyesült Államok kormánya előmozdította a konténerbiztonsági kezdeményezést (CSI), amelynek célja annak biztosítása, hogy a nagy kockázatot jelentő rakományt megvizsgálják vagy átvizsgálják, lehetőleg az indulási kikötőben.

### Üres konténerek
A konténereket állandó használatra szánják, és a korábbi rakomány kiürítése után hamarosan új rakománnyal töltik fel őket egy új rendeltetési helyre. Ez nem mindig lehetséges, és egyes esetekben az üres konténer olyan helyre történő szállításának költsége, ahol felhasználható, magasabbnak tekinthető, mint a használt konténer értéke. A hajózási társaságok és a konténerlízingcégek szakértővé váltak abban, hogy az üres konténereket az alacsony vagy egyáltalán nem keresett területekről, például az USA nyugati partjáról, a nagy keresletű területekre, például Kínába helyezzék át. A kikötői hátországon belüli áthelyezés szintén a közelmúltban végzett logisztikai optimalizálási munka középpontjában állt. A sérült vagy forgalomból kivont konténerek újrahasznosíthatók hajózási konténer-architektúra formájában, vagy a fémtartalma újrahasznosítással megmenthető. 2010 nyarán világszerte konténerhiány alakult ki, mivel a recessziót követően megnőtt a hajózás, miközben az új konténerek gyártása nagyrészt leállt.

### Veszteség a tengeren

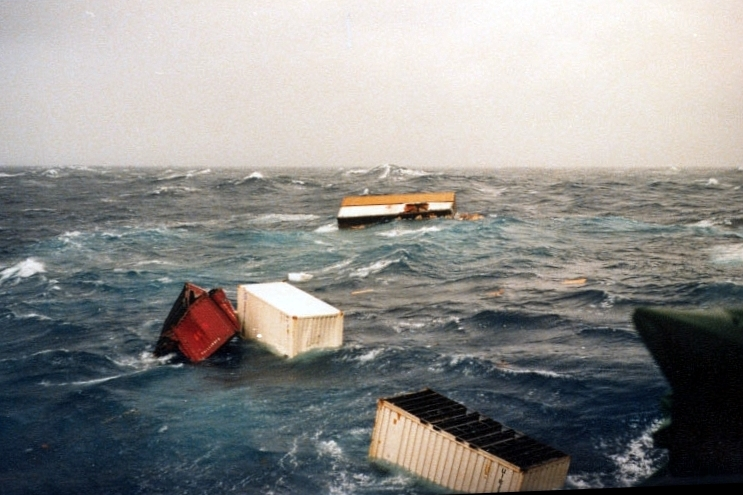
Hurrikán során a fedélzetről a tengerbe esett konténerek - Észak-Atlanti-óceán 1980 telén

A konténerek időnként leesnek a hajókról, általában viharok idején. Médiaforrások szerint évente 2000 és 10 000 között van a tengeren elveszett konténerek száma. A World Shipping Council egy, a szállítmányozási vállalatok körében végzett felmérésben megállapítja, hogy ez az állítás durván túlzó, és évente átlagosan 350 konténer veszik el a tengeren, vagy 675, ha a katasztrófákat is beleszámítjuk. 2006. november 30-án például egy konténer partra mosódott az észak-karolinai Outer Banksnél, a rakományából származó Doritos Chips több ezer zacskóval együtt. A zord vizeken elveszett konténereket a rakomány és a hullámok összetörik, és gyakran gyorsan elsüllyednek. Bár nem minden konténer süllyed el, ritkán látszanak ki nagyon magasan a vízből, így nehezen észlelhető hajózási veszélyt jelentenek. Az elveszett konténerekből származó szállítmányok váratlan lehetőségeket nyújtottak az oceanográfusoknak a globális óceáni áramlatok nyomon követésére, nevezetesen a Friendly Floatees rakomány segítségével.
2007-ben a Nemzetközi Hajózási Kamara és a Hajózási Világtanács megkezdte a munkát egy konténertárolási szabályzat kidolgozásán, amely magában foglalja a személyzet képzését a parametrikus gurulásról, a biztonságosabb rakodásról, a konténerek jelöléséről és a fedélzet feletti rakomány biztonságáról erős hullámzás esetén.
2011-ben az MV Rena zátonyra futott Új-Zéland partjainál. Mivel a hajó megfeneklett, néhány konténer elveszett, míg mások bizonytalan szögben a fedélzeten maradtak.

### Szakszervezeti kihívások
A konténerforradalom néhány legnagyobb csatáját Washingtonban vívták. Az intermodális szállítás hatalmas lendületet kapott az 1970-es évek elején, amikor a fuvarozók engedélyt kaptak arra, hogy kombinált vasúti-óceáni árakat adjanak meg. Később a nem hajóüzemeltető közös fuvarozók hosszú bírósági csatát nyertek egy amerikai legfelsőbb bírósági döntéssel az olyan szerződések ellen, amelyek megpróbálták megkövetelni, hogy szakszervezeti munkaerőt alkalmazzanak a konténerek rakodóhelyen kívüli töltésére és lefejtésére.

### Mint kártevő-átvivő
A konténerek gyakran fertőzöttek kártevőkkel. A kártevők behurcolása jelentős mértékben a kikötők körül összpontosul, és a konténerek az ilyen sikeres kártevőátvitel gyakori forrása. Az IPPC tengeri konténerekkel foglalkozó munkacsoportja (SCTF) kihirdeti a rakományszállító egységek kódexét (CTU), az előírt peszticideket és egyéb szabványokat (lásd § Egyéb konténerrendszer szabványok), valamint a konténerek fertőtlenítésére, ellenőrzésére és karanténjára vonatkozó ajánlásokat. Az SCTF adja a kínai nemzeti szabvány (GB/T 39919-2021) angol nyelvű fordítását is.